# Ari Stidham
Ari Stidham (Califórnia, 22 de agosto de 1992) é um ator e músico americano. Conhecido principalmente por interpretar Sylvester Dodd na série de televisão Scorpion.